# Голубовка (Ростовская область)
Голубовка — хутор в Зерноградском районе Ростовской области России.
Входит в состав Красноармейского сельского поселения.

## Население
| 2010 |
| ---- |
| 357  |

## Улицы
На хуторе имеются две улицы: Центральная и Школьная.